# Chajpoedyrbaai

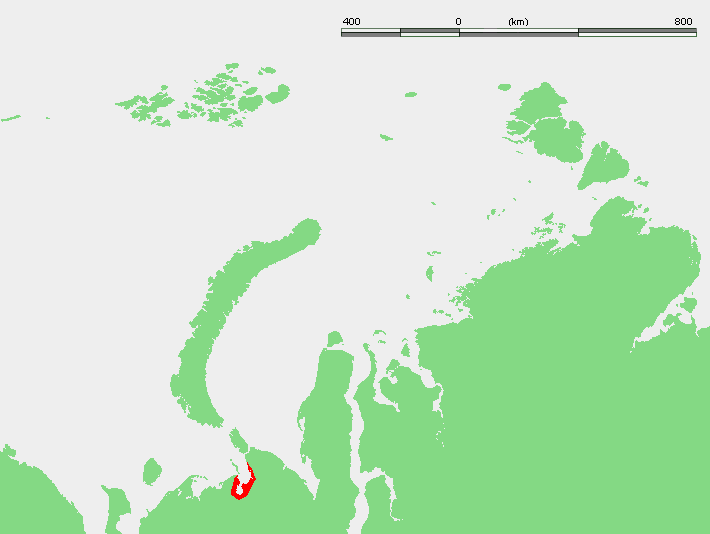
Locatie van de Chajpoedyrbaai in de Petsjorazee

De Chajpoedyrbaai of Chajpoedyrboezem (Russisch: Хайпудырская губа; Chajpoedyrskaja goeba) is een golf in Rusland, in de Petsjorazee (het zuidoostelijke deel van de Barentszzee) tussen het schiereiland Joegor en het laagland en de moerasachtige gebieden van het vasteland ten zuiden van het eiland Dolgi.
De Chajpoedyrbaai bestaat uit een kleine baai in een grotere baai. De lengte van de grote golf is ongeveer 80 kilometer, met een breedte aan de monding van 60 kilometer. De nauwere binnenste baai wordt vaak beschouwd als de eigenlijke Chajpoedyrbaai. Haar vorm is ronder en zij bevindt zich op de zuidwestelijke kust van de grotere golf. Haar lengte omvat 33 kilometer, bij een breedte van 15 kilometer. Haar monding wijst in noordelijke richting. Met een gemiddelde diepte tussen de 1 en 2 meter zijn haar wateren erg ondiep. Het getijdeverschil bedraagt 1 meter. De oppervlaktewatertemperatuur bedraagt 7°C in de zomer. In de winter bevriest de golf. De rivieren Naoeljacha, Talotajacha, Morejoe en Korotaicha monden uit in de baai.
De kusten worden gekenmerkt door permafrost en vormen onderdeel van de Bolsjezemelskaja toendra. De westelijke kusten zijn hoog en abrupt, terwijl de oostelijke kusten juist laag en zandbanken vormen. Vanaf de Chajpoedyrbaai tot aan de monding van de Tsilma strekt zich een verhoogde grondwal uit.
In de baai leven kabeljauwen en andere noordelijke zeevissen, alsook witte dolfijnen en zeehonden.